# Carpias harrietae
Carpias harrietae là một loài chân đều trong họ Janiridae. Loài này được Pires miêu tả khoa học năm 1981.